# Bautista Saavedra
Bautista Saavedra is een provincie in het departement La Paz in Bolivia. De provincie heeft een oppervlakte van 2525 km² en heeft 16.308 inwoners (2012). De hoofdstad is Charazani. De provincie is vernoemd naar Bautista Saavedra, die van 1921 tot en met 1925 president van Bolivia was.
Bautista Saavedra is verdeeld in twee gemeenten:
- Curva
- Charazani (ook General Juan José Pérez)

Abel Iturralde · 
Aroma · 
Bautista Saavedra · 
Caranavi · 
Eliodoro Camacho · 
Franz Tamayo · 
Gualberto Villarroel · 
Ingavi · 
Inquisivi · 
José Manuel Pando · 
Larecaja · 
Loayza · 
Los Andes · 
Manco Kapac · 
Muñecas · 
Nor Yungas · 
Omasuyos · 
Pacajes · 
Pedro Domingo Murillo · 
Sud Yungas